# دونالد بي. دونكان
دونالد بي. دونكان (بالإنجليزية: Donald B. Duncan)‏ هو ضابط أمريكي، ولد في 1 سبتمبر 1896 في ألبينا في الولايات المتحدة، وتوفي في 8 سبتمبر 1975 في بينساكولا في الولايات المتحدة.